# Steve Foster
Stephen "Steve" Brian Foster (Portsmouth, 24 de setembro de 1957) é um ex-futebolista profissional inglês que atuava como defensor.

## Carreira
Steve Foster fez parte do elenco da Seleção Inglesa de Futebol, da Copa de 1982.